# Andrej Rybakou
Andrej Anatolyevich Rybakou (belarussisch Андрей Анатольевич Рыбаков; * 4. März 1982 in Mahiljou, Belarussische Sozialistische Sowjetrepublik, Sowjetunion) ist ein belarussischer Gewichtheber und Weltrekordhalter im Reißen sowie im Zweikampf in der Klasse bis 85 kg.

## Sportliche Karriere
Bei den Europameisterschaften 2004 reichte sein Zweikampfergebnis von 365 kg nicht aus, um sich auf dem Podium zu platzieren. Bei den Olympischen Spielen im selben Jahr hob Rybakou jedoch 15 kg mehr und holte sich mit 380 kg im Zweikampf die Silbermedaille.
Bei den Weltmeisterschaften 2005 konnte er mit demselben Zweikampfergebnis aufgrund des starken Teilnehmerfelds keine Medaille gewinnen. 2006 und 2007 wurde er Weltmeister, wobei er den Zweitplatzierten 10 bzw. 21 kg hinter sich ließ. Bei den Olympischen Spielen 2008 in Peking wurde der gedopt angetretene Rybakou von Lu Yong aus der Volksrepublik China geschlagen, der den von Rybakou aufgestellten Zweikampfweltrekord von 394 kg zwar lediglich einstellte, aber das geringere Körpergewicht auf die Waage brachte.

## Doping
Anfang April 2016 wurde Rybakou nach einem auf Meldonium positiven Dopingtest suspendiert. Mit einer umstrittenen Teilamnestie hob die WADA die Suspendierung Ende April wieder auf.
Im August 2016 wies ein weiterer Test nach, dass Rybakou auch bei den Olympischen Spielen 2008 gedopt gewesen war. Er hatte Dehydrochlormethyltestosteron und Stanozolol eingenommen. Das IOC erkannte ihm deswegen die Silbermedaille ab.

## Persönliche Bestleistungen
- Reißen: 187,0 kg in der Klasse bis 85 kg (aktueller Weltrekord).
- Stoßen: 209,0 kg in der Klasse bis 85 kg.
- Zweikampf: 394,0 kg in der Klasse bis 85 kg.